# Leucauge virginis
Leucauge virginis är en spindelart som först beskrevs av Embrik Strand 1911.  Leucauge virginis ingår i släktet Leucauge och familjen käkspindlar. Inga underarter finns listade i Catalogue of Life.